# Brunryggig dvärgparakit
Brunryggig dvärgparakit (Touit melanonotus) är en fågel i familjen västpapegojor inom ordningen papegojfåglar.

## Utseende och läte
Brunryggig dvärgparakit är en liten (15 cm) och tydligt tecknad papegoja. Den är grön på huvud, nacke och undersida, men blågrå på flanker. På ryggen syns en stor mörkbrun fläck. Övergumpen är grön. Stjärten är röd med svart spets och gröna centrala stjärtpennor. Vingarna har ordentligt med sotbrunt på handpennetäckare samt hand- och armpennespetsar. Lätet består av hårt tjatter.

## Utbredning och systematik
Fågeln förekommer från sydöstra Brasilien (södra Bahia till Rio de Janeiro och São Paulo). Den behandlas som monotypisk, det vill säga att den inte delas in i några underarter.

## Levnadssätt
Brunryggig dvärgparakit hittas i fuktiga skogar, även upp på lägre bergssluttningar. Där påträffas den i trädtaket.

## Status och hot
Brunryggig dvärgparakit har en liten världspopulation bestående av uppskattningsvis endast 2 500–10 000 vuxna individer. Den tros också minska i antal till följd av habitatförlust. Internationella naturvårdsunionen IUCN kategoriserar den som nära hotad.